# Christian Pedersen (gimnastyk)
Christian Møller Pedersen (ur. 27 października 1889 w Holstebro, zm. 22 marca 1953 w Kopenhadze) – duński gimnastyk, medalista olimpijski.
W 1920 r. reprezentował barwy Danii na letnich igrzyskach olimpijskich w Antwerpii, zdobywając złoty medal w ćwiczeniach wolnych drużynowo.